# Campionati italiani di triathlon cross country del 2013
I Campionati italiani di triathlon cross country del 2013 (IX edizione) sono stati organizzati dalla Federazione Italiana Triathlon e si sono tenuti ad Avigliana in Piemonte, in data 30 giugno 2013.
Tra gli uomini ha vinto Mattia De Paoli (Liger Team Keyline), mentre la gara femminile è andata a Monica Cibin (Forhans Team).

## Risultati

### Élite uomini
| Pos. | Atleta              | Società sportiva      | Nuoto    | Bici     | Corsa    | Totale   |
| ---- | ------------------- | --------------------- | -------- | -------- | -------- | -------- |
|      | Mattia De Paoli     | Liger Team Keyline    | 00:15:39 | 01:03:24 | 00:24:47 | 01:43:50 |
|      | Leonardo Ballerini  | Raschiani Tri Pavese  | 00:13:34 | 01:06:20 | 00:26:26 | 01:46:20 |
|      | Alessio Picco       | T.D. Rimini           | 00:14:23 | 01:07:52 | 00:25:28 | 01:47:43 |
| 4    | Fabio Guidelli      | Arezzo Triathlon      | 00:14:10 | 01:08:01 | 00:26:17 | 01:48:28 |
| 5    | Maurizio Brassini   | Trisports.it Team     | 00:15:31 | 01:08:50 | 00:25:40 | 01:50:01 |
| 6    | Marco Panzavolta    | Padova Nuoto Dynamica | 00:15:30 | 01:07:44 | 00:26:56 | 01:50:10 |
| 7    | Luca Panzavolta     | Padova Nuoto Dynamica | 00:16:36 | 01:09:15 | 00:25:17 | 01:51:08 |
| 8    | Stefano Davite      | Sai Frecce Bianche    | 00:16:13 | 01:08:21 | 00:26:37 | 01:51:11 |
| 9    | Filippo Galli       | A Team                | 00:17:09 | 01:08:41 | 00:26:49 | 01:52:39 |
| 10   | Matteo Marchisio    | CUS Torino Triathlon  | 00:15:35 | 01:10:48 | 00:26:30 | 01:52:53 |
| 11   | Alessandro Bonalumi | Europa S.C. Brescia   | 00:16:52 | 01:08:00 | 00:28:33 | 01:53:25 |
| 12   | Davide Gabardo      | CUS Trento CTT        | 00:17:30 | 01:08:06 | 00:28:13 | 01:53:49 |
| 13   | Alessio Buraccioni  | Fiamme Oro            | 00:14:10 | 01:11:45 | 00:28:15 | 01:54:10 |
| 14   | Fabrizio Bartoli    | Elbaman Team          | 00:17:36 | 01:10:35 | 00:26:02 | 01:54:13 |
| 15   | Leandro Rotondi     | Triathlon Lepini      | 00:19:15 | 01:05:20 | 00:30:22 | 01:54:57 |
| 16   | Walter Polla        | Triathlon Alto Adige  | 00:17:44 | 01:10:19 | 00:27:11 | 01:55:14 |
| 17   | Luca Alladio        | Trisports.it Team     | 00:20:10 | 01:07:22 | 00:27:52 | 01:55:24 |
| 18   | Marco Moroni        | ARC Busto Arsizio     | 00:16:16 | 01:12:23 | 00:27:16 | 01:55:55 |
| 19   | Riccardo Rosticci   | Mens Sana 1871        | 00:14:28 | 01:12:20 | 00:29:15 | 01:56:03 |
| 20   | Enrico Nicoletti    | Padova Nuoto Dynamica | 00:14:18 | 01:13:35 | 00:28:53 | 01:56:46 |

### Élite donne
| Pos. | Atleta               | Società sportiva      | Nuoto    | Bici     | Corsa    | Totale   |
| ---- | -------------------- | --------------------- | -------- | -------- | -------- | -------- |
|      | Monica Cibin         | Forhans Team          | 00:15:58 | 01:21:52 | 00:29:27 | 02:07:17 |
|      | Costanza Fasolis     | Torino Triathlon      | 00:16:57 | 01:21:43 | 00:33:27 | 02:12:07 |
|      | Genziana Cenni       | Arezzo Triathlon      | 00:24:57 | 01:23:01 | 00:29:45 | 02:17:43 |
| 4    | Ilaria Zavanone      | Torino Triathlon      | 00:20:52 | 01:24:45 | 00:34:50 | 02:20:27 |
| 5    | Greta Vettorata      | Liger Team Keyline    | 00:16:43 | 00:00:00 | 02:11:22 | 02:28:05 |
| 6    | Federica Curatolo    | CUS Torino Triathlon  | 00:14:39 | 00:00:00 | 02:18:19 | 02:32:58 |
| 7    | Daniela Klein        | Torino Triathlon      | 00:21:25 | 01:32:26 | 00:39:15 | 02:33:06 |
| 8    | Francesca Meini      | Team Ucsa             | 00:21:06 | 01:48:56 | 00:31:41 | 02:41:43 |
| 9    | Beverley Gibson      | Alba Triathlon        | 00:19:03 | 01:58:26 | 00:34:49 | 02:52:18 |
| 10   | Paola Bonfreschi     | Atl. MDS Panariagroup | 00:18:50 | 01:59:08 | 00:36:00 | 02:53:58 |
| 11   | Silvia Ugatti        | CUS Ferrara           | 00:24:13 | 01:49:03 | 00:47:55 | 03:01:11 |
| 12   | Francesca Albarello  | Tri Team Savigliano   | 00:22:36 | 01:58:35 | 00:48:02 | 03:09:13 |
| 13   | Roberta Contiero     | Raschiani Tri Pavese  | 00:21:33 | 02:12:05 | 00:39:12 | 03:12:50 |
| 14   | Nicole Olivari       | Torino Triathlon      | 00:17:53 | 02:03:21 | 00:53:06 | 03:14:20 |
| 15   | Valeria Tina Bianchi | Happy Runner Club     | 00:22:00 | 02:09:17 | 00:46:08 | 03:17:25 |